# Rouzaïevka
Rouzaïevka (en russe : Рузаевка) est une ville de la république de Mordovie, en Russie, et le centre administratif du raïon de Rouzaïevo. Sa population s'élevait à 46 437 en 2014.

## Géographie
Rouzaïevka se trouve sur les bords de l'Insar (en), un affluent de l'Alatyr (affluent de la Soura), à 19 km (26 km par la route) au sud-ouest de Saransk, la capitale de la Mordovie.

## Histoire
L'origine de la ville remonte à la fondation du village d'Ourazaïevka (Уразаевка) en 1631. En 1783, il est mentionné sous son nom actuel. Rouzaïevka se développe après la construction du chemin de fer, en 1893, et devient un carrefour ferroviaire. Rouzaïevka obtient le statut de ville en 1937.

## Population
Recensements (*) ou estimations de la population
| 1926* | 1939*  | 1959*  | 1970*  | 1979*  |
| ----- | ------ | ------ | ------ | ------ |
| 6 591 | 17 134 | 24 909 | 41 089 | 48 811 |

| 1989*  | 2002*  | 2010*  | 2013   | 2014   |
| ------ | ------ | ------ | ------ | ------ |
| 51 043 | 49 790 | 47 523 | 46 787 | 43 437 |

| 2020   | - | - | - | - |
| ------ | - | - | - | - |
| 44 291 | - | - | - | - |

## Transport
La gare de chemin de fer de Rouzaïevka est située sur la ligne qui relie Moscou, Riazan, Syzran, Samara au Transsibérien (Oufa, Omsk).

## Personnalités
- Alexandre Polejaïev (1804-1838), poète